# El mejor alcalde, el rey (pel·lícula)
El mejor alcalde, el rey (en italià Il miglior sindaco, il re) és una pel·lícula històrica i dramàtica de coproducció hispano-italiana del 1974 dirigida per Rafael Gil Álvarez. amb argument adaptat de l'obra de teatre El mejor alcalde, el rey de Lope de Vega. Fou protagonitzada per Analía Gadé, Simonetta Stefanelli i Ray Lovelock. Tot i gaudir d'un gran pressupost, fou un fracàs comercial

## Sinopsi
Sancho és un jove pastor d'una família de la petita noblesa arruïnada que vol casar-se amb la seva bella promesa, Elvira, però abans ha d'obtenir el permís del seu senyor, el comte. Aquest accedeix, però, després de conèixer a la jove se n'encapritxa i decideix raptar-la perquè no es casi i pugui fer-la seva. Disposat a recuperar a la seva promesa, Sancho acudeix al rei Alfons VII perquè l'ajudi. El sobirà, després de comprovar que l'honra de la noia ha estat tacada, disposa que el comte es casi amb ella i després sigui decapitat.

## Repartiment
- Analía Gadé - Felicia
- Simonetta Stefanelli - Elvira
- Ray Lovelock - Sancho
- Fernando Sancho - Comte
- Andrés Mejuto - El rei
- Pedro Valentín - Pelayo
- José Nieto - Nuño
- Antonio Casas - Celio
- Tomás Blanco - Alcalde
- Alejandro de Enciso - Julio
- Luis Induni - D. Enrique
- Fernando Sánchez Polack - Yuntero
- Rafael Corés - bisbe

## Premis
Als Premis del Sindicat Nacional de l'Espectacle de 1973 va rebre el premi a la millor música (Salvador Ruiz de Luna)